# Đuôi chồn màu
Đuôi chồn màu hay đuôi chồn quả bạc, hầu vĩ màu (danh pháp hai phần: Uraria picta) là một loài thực vật có hoa trong họ Đậu. Loài này được (Jacq.) DC. miêu tả khoa học đầu tiên.